# Stăuini (okręg Alba)
Stăuini – wieś w Rumunii, w okręgu Alba, w gminie Vințu de Jos. W 2011 roku liczyła 8 mieszkańców.